# كوريفيراك
كوريفيراك (بالفرنسية: Courfeyrac)‏ هو شخصية خيالية وأحد شخصيات رواية البؤساء للكاتب الفرنسي المعروف فيكتور هوغو.
كوريفيراك هو أحد شباب الأبجدية، وهو صديق ماريوس المقرب وهو الذي حاول إقناع ماريوس بالإنضمام لشباب الأبجدية، وهو زميله بالجامعة. بعد طرد ماريوس من منزله بعد حدوث مشاكل مع جده، يقوم كوريفيراك بمساعدته بالبحث عن منزل. يسكن ماريوس بعدها بشقة بالية رخيصة الثمن رغم اعتراض كوريفيراك على قراره، لكن بعد ترك ماريوس للشقة بعد معرفته باعتقال الشرطة لجاره تيناردييه، ينتقل للعيش في شقة كوريفيراك. يقاتل كوريفيراك خلال تمرد 5 يونيو في باريس في عام 1832، وقتل هو يدافع عن مقر جماعته، حيث كان يطلق النار من سقف المبنى، قبل أن تصيبه رصاصة لتقتله ويسقط على أثرها من سطح المبنى إلى الأرض.
يتميز كوريفيراك بشخصية دافئة ومشرقة ومغازلته للنساء، ولهذا يلقب بـ "المركز". يتم مقارنة كوريفيراك بفيليكس الذي هو حبيب فانتين والدة كوزيت الذي هجرها بعد علاقته الفاشلة معها، لكنه على عكس فيليكس فهو مشرف ومخلص.